# Andrzej Meller
Andrzej Meller (ur. 28 marca 1976 w Warszawie) – polski dziennikarz, pracujący głównie jako reportażysta i korespondent wojenny. 

## Życiorys
Stały współpracownik Tygodnika Powszechnego, dla którego relacjonował m.in. wojnę w Osetii Południowej (2008) oraz wojnę domową w Libii (2011). Publikował również m.in. w magazynach National Geographic Polska i Kontynenty. W 2015 był prezenterem serialu dokumentalnego Prepersi - gotowi na wszystko, emitowanego na antenie Fokus TV. 
Jest synem dyplomaty Stefana Mellera, ministra spraw zagranicznych w latach 2005–2006, oraz młodszym bratem dziennikarza i prezentera telewizyjnego Marcina Mellera. Ma również siostrę bliźniaczkę Katarzynę Meller, a od 2015 roku jest żonaty z Eleonorą Meller.

## Książki
Jest autorem czterech książek reporterskich:
- Miraż. Trzy lata w Azji (2011)
- Zenga zenga, czyli jak szczury zjadły króla Afryki (2012)
- Czołem, nie ma hien. Wietnam, jakiego nie znacie (2016)
- Kamperem do Kabulu (2022)